# Stift St. Lambrecht

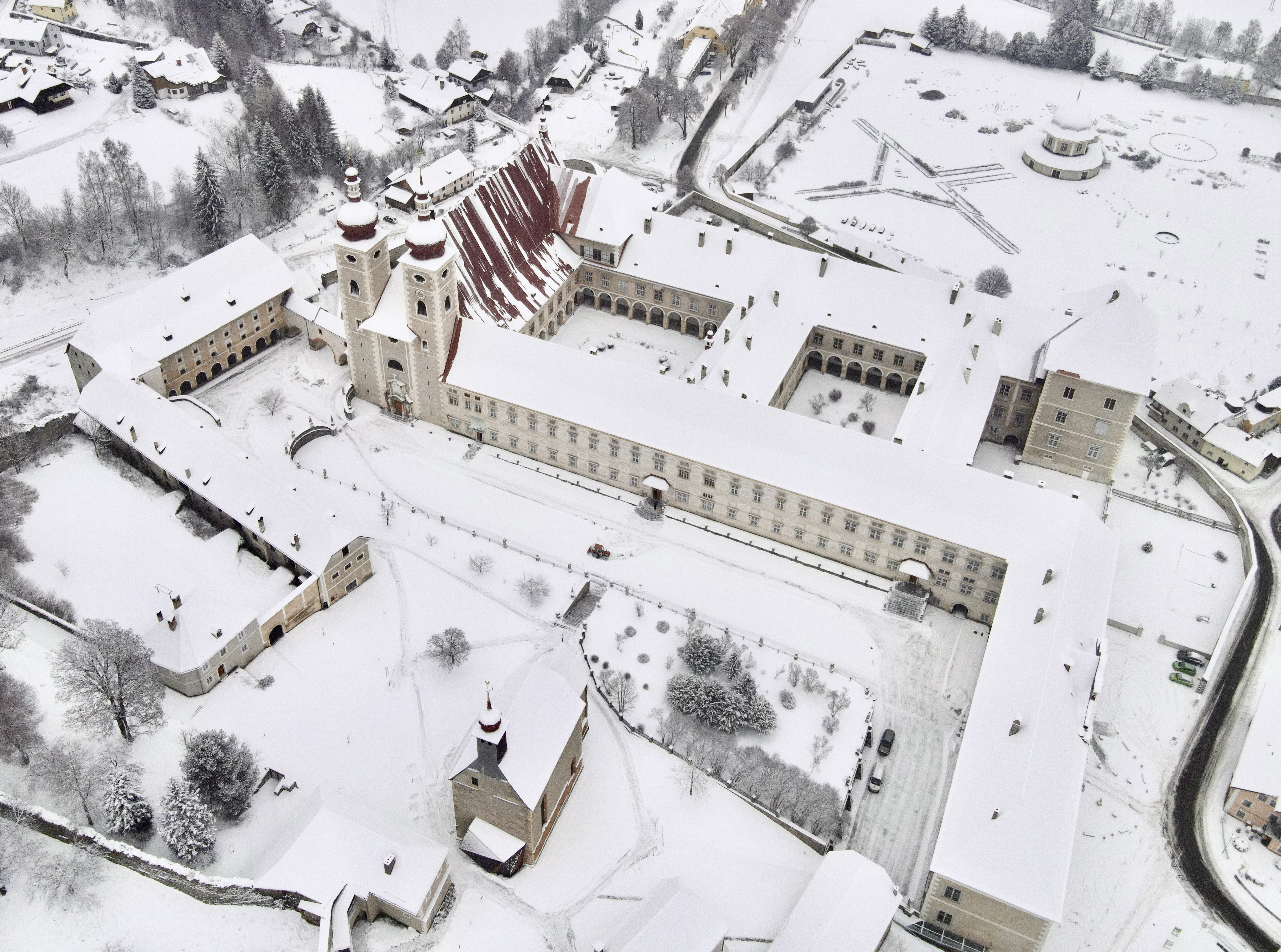
Stift St. Lambrecht

Das Stift St. Lambrecht, offiziell Benediktinerabtei St. Lambrecht (lateinisch Abbatia Sancti Lamberti oder auch Monasterii Sancti Lamberti), ist eine Abtei der Benediktiner, gelegen auf 1028 Meter Seehöhe in Sankt Lambrecht im österreichischen Bundesland Steiermark. Der Name geht auf den Klosterpatron, den heiligen Lambert, zurück.

## Geschichte

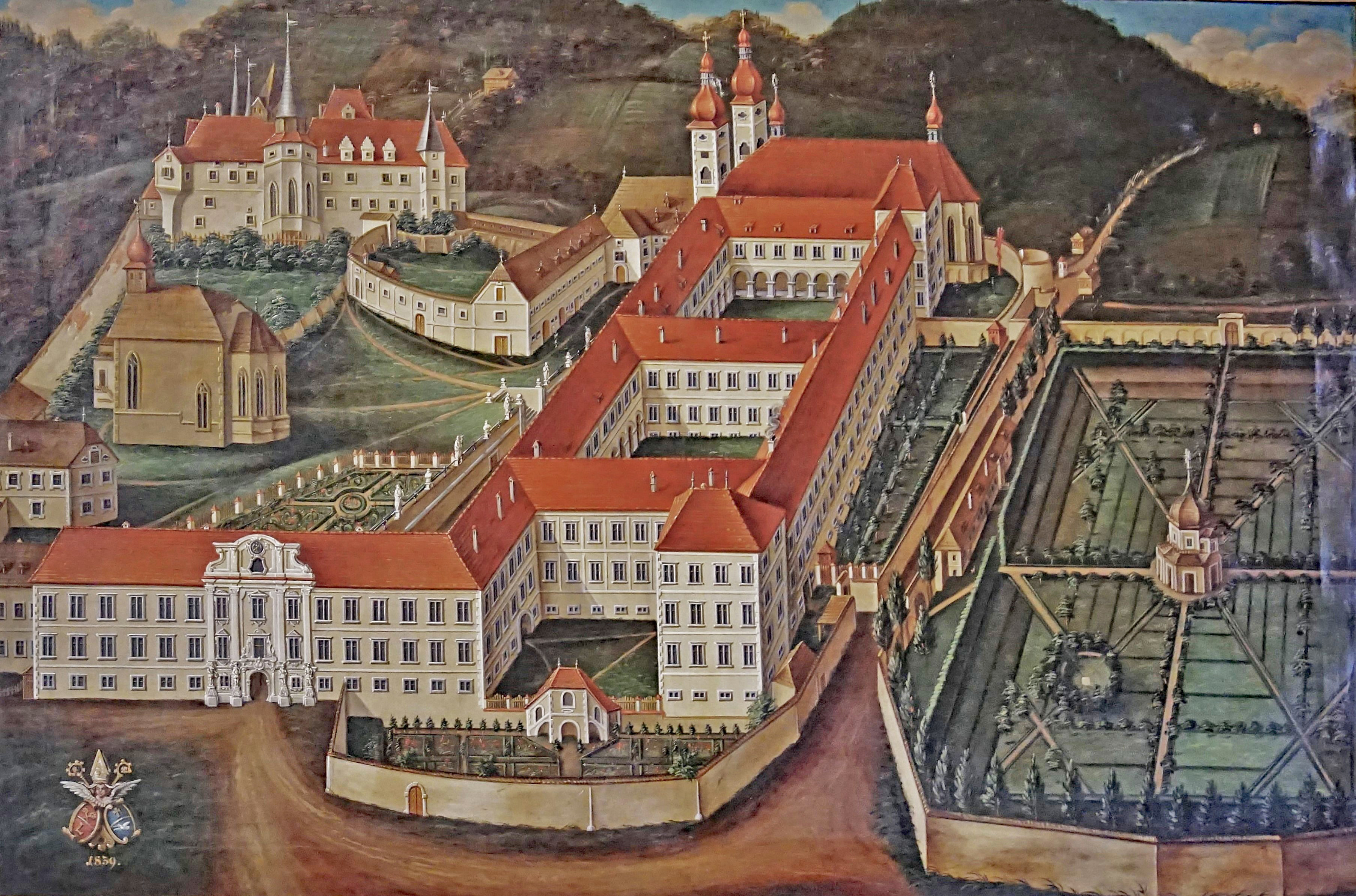
Stiftsansicht aus der Mitte des 18. Jahrhunderts (Kopie von 1839)

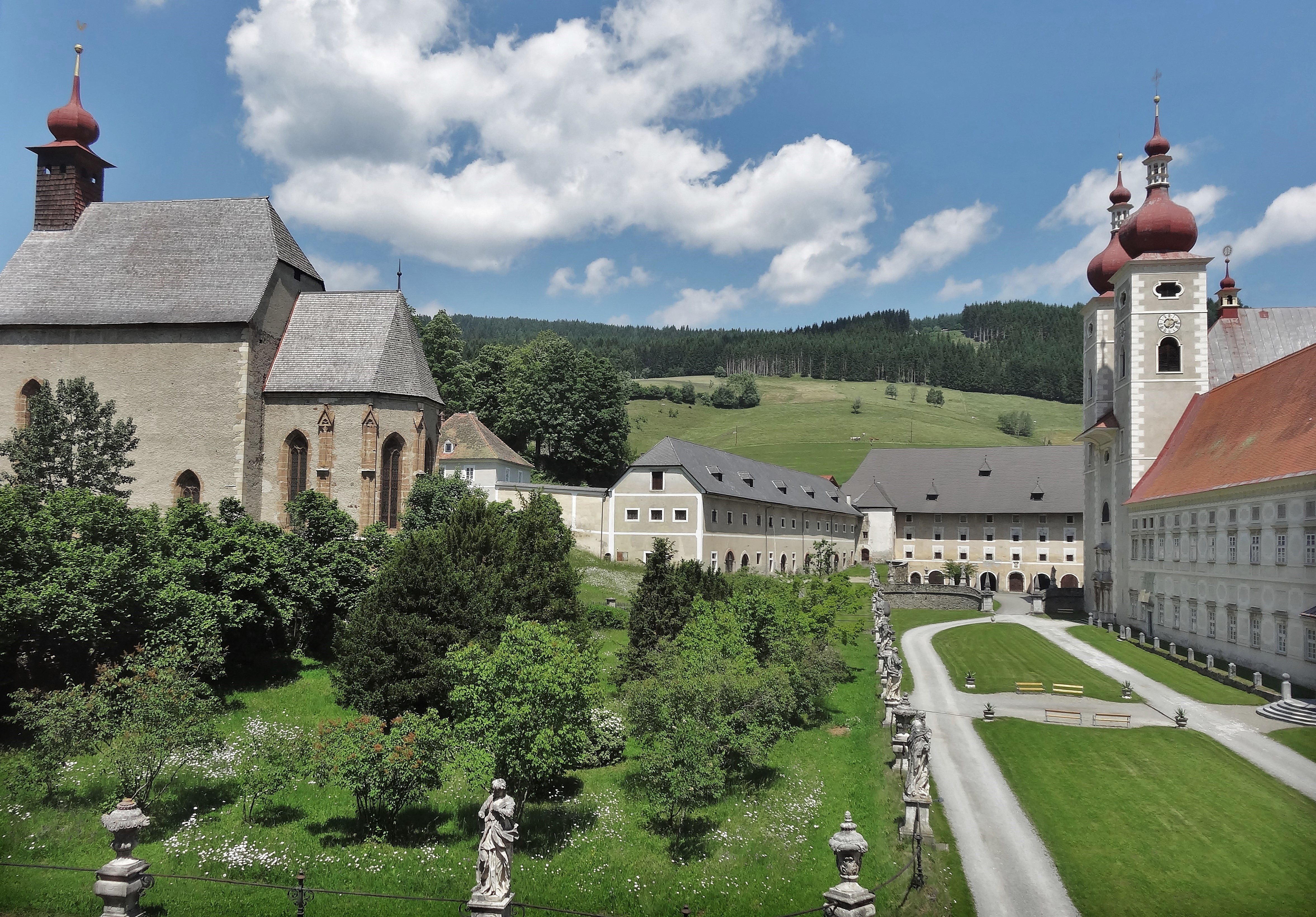
Rechts das Stiftsgebäude mit der Stiftskirche, in der Mitte die Bastei, dazwischen der äußere Stiftshof, links der Bastei auf dem Hügel die Peterskirche, im Hintergrund die Wirtschaftsgebäude

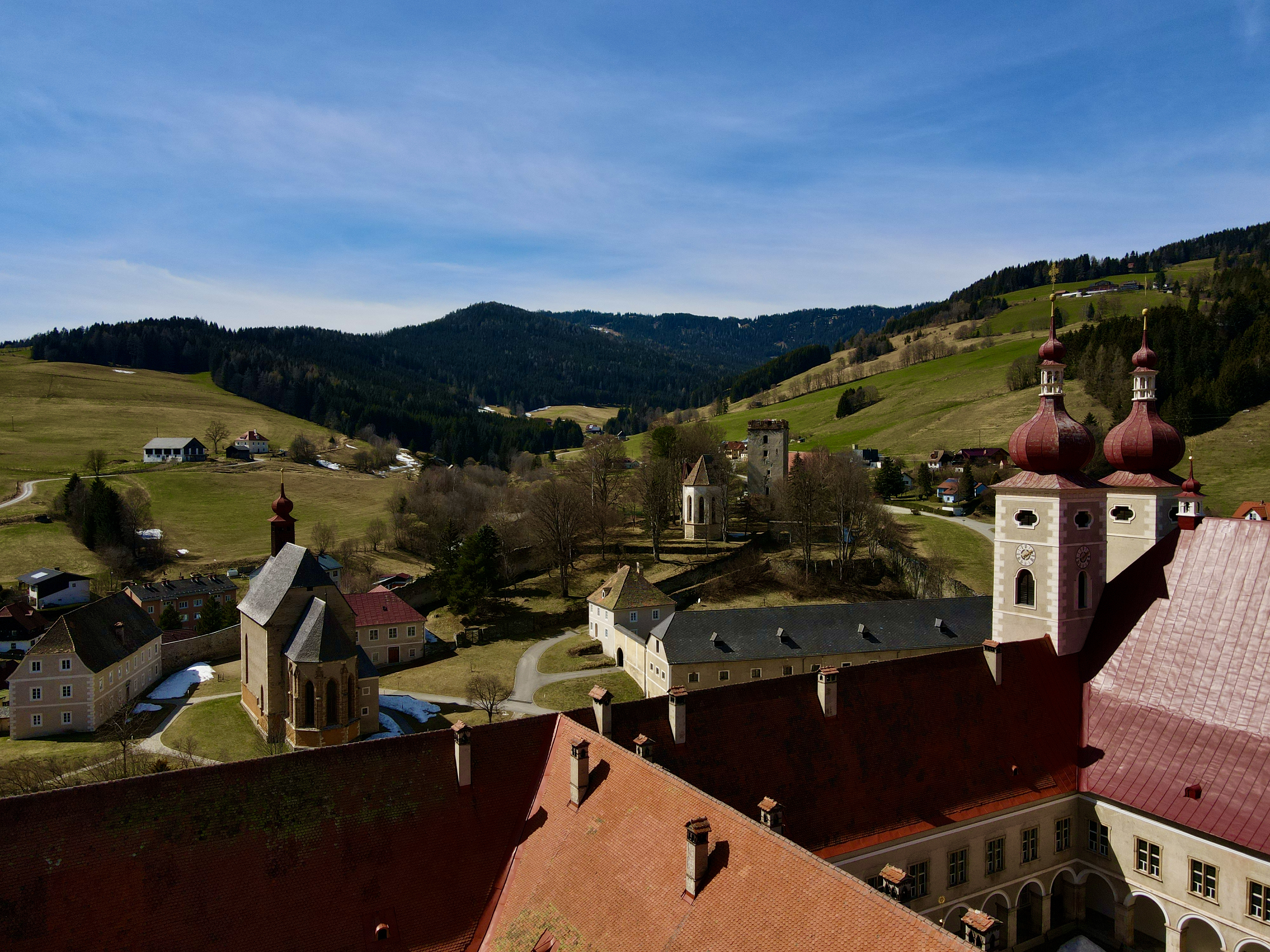
Peterskirche (links); Schlosskapelle (Mitte); Stiftskirche (rechts)

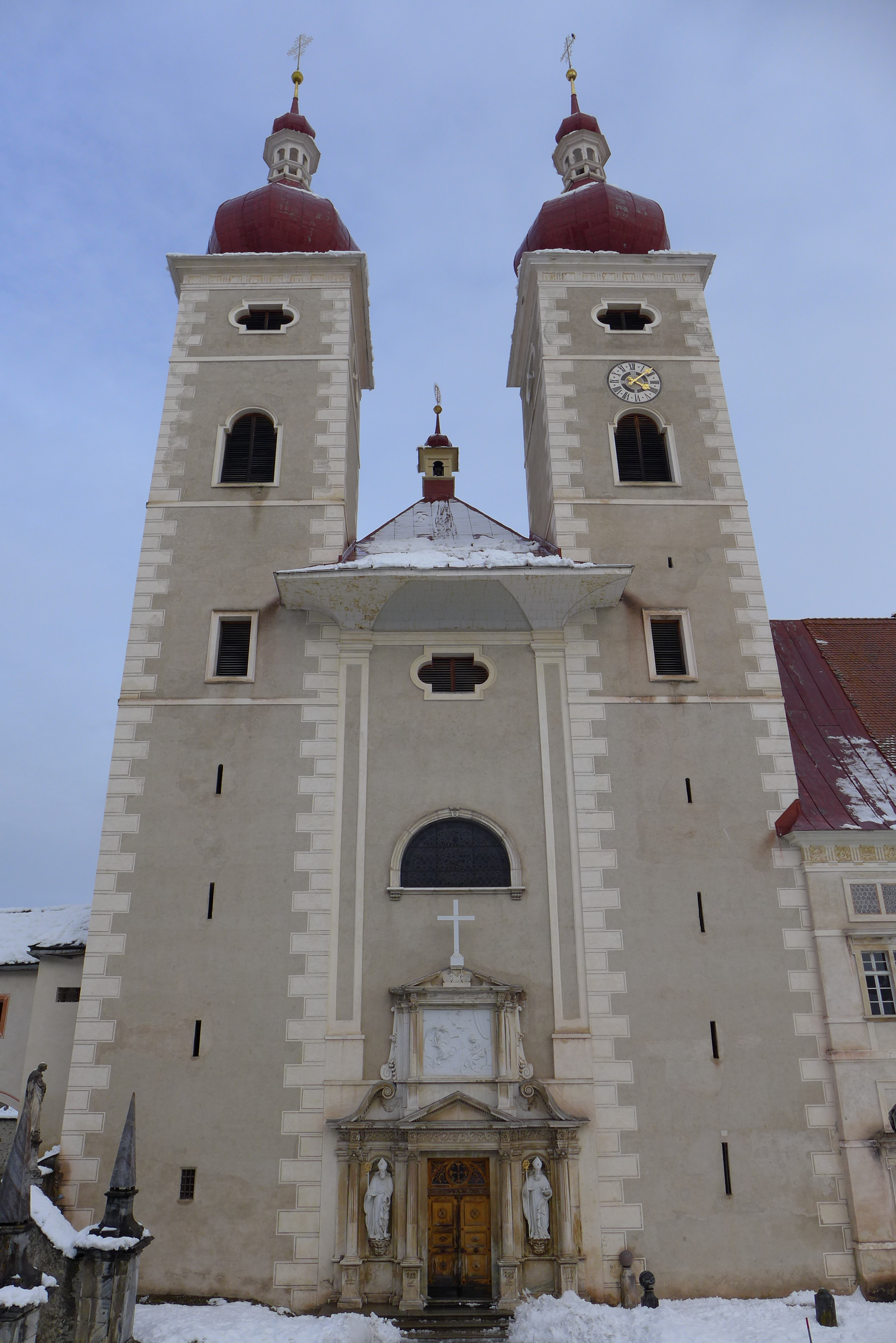
Stift St. Lambrecht – Türme der Stiftskirche mit Renaissanceportal

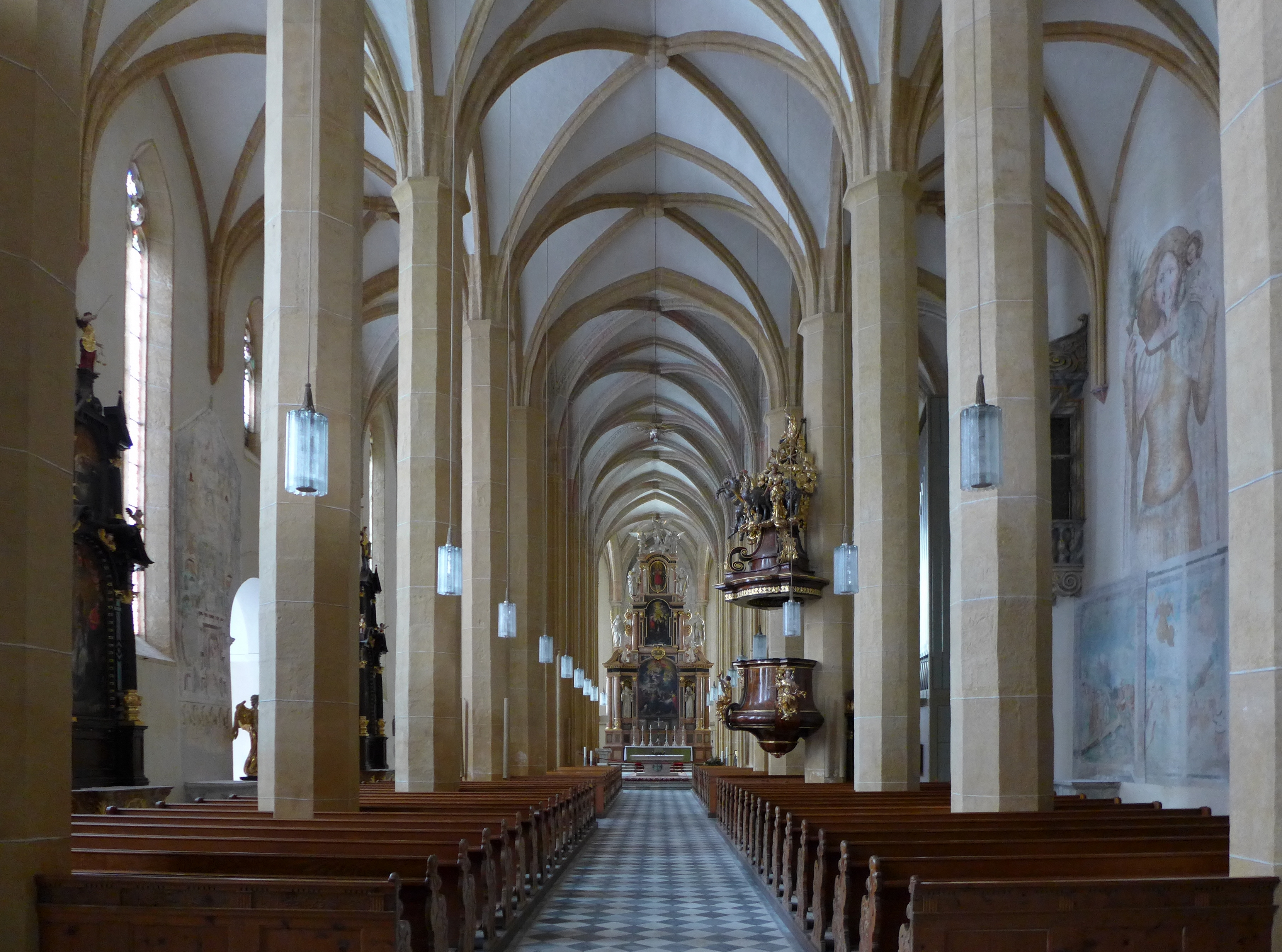
Stift St. Lambrecht – Drei Kirchenschiffe im Langhaus der gotischen Stiftskirche

Das Kloster wurde 1076 vom Kärntner Markgrafen Markwart von Eppenstein gegründet. Dessen Sohn Herzog Heinrich III. von Kärnten (der hier in der Stiftergruft begraben liegt) ergänzte und vollendete die Klostergründung bis zu seinem Tod 1122, mit dem das Geschlecht der Eppensteiner erlosch. Er stattete den Konvent mit einer reichen Dotation zum Unterhalt und zur Pflege von Kunst und Wissenschaft aus. Es ist nicht bekannt, aus welchem benediktinischen Mutterkloster die ersten Mönche kamen. Die erste Kirche im 11. Jahrhundert war die „Kirche des Heiligen Lambert im Walde“, in deren unmittelbarer Nähe vor 1076 das Kloster errichtet worden war. Im 12. Jahrhundert wurde sie durch eine romanische Basilika ersetzt, die 1160 geweiht wurde. Sie hatte schon beinahe die Größe der heutigen Stiftskirche. Im Jahr 1157 wurde der Gnadenort Mariazell in der Obersteiermark von St. Lambrechter Benediktinern gegründet und wird, nach einer Unterbrechung von 1949 bis 1992, heute wieder von St. Lambrecht aus betreut.
Bald nach der Gründung des Klosters entstand eine Handschriftensammlung, sie ist durch zwei Verzeichnisse aus dem 12. und 13. Jahrhundert dokumentiert. Sie bestand überwiegend aus theologischen und liturgischen Büchern, enthielt aber auch einige Werke antiker Schriftsteller. Im 13. und 14. Jahrhundert verfügte das Kloster über ein produktives Skriptorium (Schreibernamen: Fridericus Rosula, Andreas Moravus). Die wachsende Bibliothek verdankte dem Abt Johann I. Friedberger (1341–1359), der in Bologna studiert hatte, eine Vermehrung der Bestände, darunter auch dessen eigene Traktate.
Nach dem Brand der romanischen Kirche im Jahr 1262 und dem Einsturz einiger danach wiederhergestellter Bauteile bis 1327 ging man daran, auf den noch vorhandenen Steinmauern ein neues Gotteshaus zu erbauen. Die Weihe der gotischen Hallenkirche erfolgte 1421 unter Abt Heinrich Moyker (1419–1455). Abt Heinrich förderte tatkräftig die Bibliothek des Klosters. In sogenannten Schedulae resignationis war der persönliche Besitz der Mönche festgehalten, darunter auch erhebliche Buchbestände in den Zellen. Darunter fallen vor allem Bücher aus dem Besitz der Äbte und der Professoren der Hauslehranstalt auf. Erwähnenswert ist eine juridische Fachbibliothek von Johannes Drezeler aus Münster in Westfalen (1579 an der Universität Siena immatrikuliert). 54 Bände dieser Sammlung befinden sich seit der josephinischen Klosteraufhebung in der Universitätsbibliothek Graz, zwei kamen 1803 wieder an die Stiftsbibliothek zurück.
1424 wurde die Peterskirche auf dem Klosterareal gestiftet. 1471 verheerte ein Brand die Stiftskirche, die Peterskirche und den Spitalsbau. Von 1639 an erfolgte der frühbarocke Neubau unter der Leitung von Stiftsbaumeister Domenico Sciassia (1599/1603–1679), der auch der Baumeister von Mariazell war. Erst 1692, nach Sciassias Tod, wurde der Bau vollendet. Von 1730 bis 1750 wurde das Stift durch den Südtrakt gegen den Markt hin erweitert. 1835 wurde das schon vor der Aufhebung bestehende Gymnasium und das Sängerknabenkonvikt wieder eingerichtet, beide bestanden bis 1932.
Am 4. Januar 1786 wurde das Stift im Zug der 1782 begonnenen josephinischen Kirchenreform durch kaiserliches Dekret aufgehoben, die Bibliotheksbestände kamen in die Universitätsbibliothek Graz. Allerdings wurde vom konservativen Kaiser Franz II. bereits 1802 die Aufhebung rückgängig gemacht, in der Folge kam die Bibliothek nach St. Lambrecht zurück, die historisch wertvollen Handschriften blieben in Graz.
Nach dem Anschluss im Mai 1938 wurde das Kloster durch die Nationalsozialisten beschlagnahmt und von SS-Obersturmbannführer Hubert Erhart verwaltet. Der Konvent musste nach Mariazell übersiedeln, der Name änderte sich in „Abtei St. Lambrecht mit Sitz in Mariazell“. Der gesamte Inkunabelbestand der Bibliothek sowie Drucke des 16., 17. und 18. Jahrhunderts und eine Reihe älterer Styriaca, insgesamt 2100 Titel, kamen an die Steiermärkische Landesbibliothek in Graz. Der Rest hat an Ort und Stelle die Aufhebung und den Krieg überstanden. Nach Rückstellung eines Teils der beschlagnahmten Bestände im Jahre 1946 wurde der Gesamtbestand von rund 30.000 Bänden in der systematischen Ordnung des 19. Jahrhunderts wiederaufgestellt.
Am 13. Mai 1942 traf ein erster Transport von ca. 90 KZ-Häftlingen aus Dachau ein, das Stift wurde zum Außenlager des KZ Dachau. Ungefähr ein Jahr später trafen 30 Bibelforscherinnen (Zeugen Jehovas) aus Ravensbrück ein, für die ein zweites Außenlager eingerichtet wurde, da Frauen und Männer nach den Richtlinien der SS zu trennen waren. Ab dem 20. November 1942 bis zur Befreiung im Mai 1945 unterstand das Männerlager dem KZ Mauthausen und wurde somit ein Außenlager des KZ Mauthausen. Dies bedeutete eine Verschlechterung der Haftbedingungen, da der Rücktransport ins Stammlager – Mauthausen war ein Lager der Stufe III-„Rückkehr unerwünscht“ – den sicheren Tod bedeutete. Das Frauenlager blieb bis zur Gründung des Frauenlagers in Mauthausen am 15. September 1944 unter der Verwaltung des KZ Ravensbrück. Die inhaftierten Männer mussten hier neben Arbeiten in der Forst- und Landwirtschaft eine Siedlung in Sankt Lambrecht errichten, deren Häuser heute noch dem Kloster gehören. Ab Herbst 1943 diente das Kloster zudem als Ausweichstelle für das aus Berlin ausgelagerte Wannsee-Institut und beherbergte zu dieser Zeit die Kartenstelle, die Sammelstelle für Beutebücher und das Zeitschriftenarchiv. Der Bau einer Villa nordwestlich des Stifts für Erharts Familie wurde begonnen, aber nicht mehr fertiggestellt. Die weiblichen Häftlinge wurden hauptsächlich für Haushaltsdienste herangezogen. Der Stiftshof diente als Appellplatz und war somit für die Bevölkerung einsehbar, die Stiftskirche behielt dagegen ihre Funktion als Pfarrkirche.
1946 kehrten die Mönche zurück. Heute verwaltet und bewirtschaftet das Kloster insgesamt rund 5200 Hektar land- und forstwirtschaftlichen Besitz. Daneben bemühen sich die Mönche um die wirtschaftliche Sicherung des Klosters für die Zukunft. In Zusammenarbeit mit den umliegenden Bauernhöfen wird eine lokale, mit Hackgut betriebene Fernwärmeanlage betrieben, die den ganzen Ort versorgt. Ferner betreibt das Kloster eine „Schule des Daseins“, ein Seminarzentrum mit geistlicher und kreativer Richtung und einer Managementschule. Man versucht auch, den Kulturtourismus und den religiösen Tourismus der Pilger zu steigern und die eigenen Produkte zu vermarkten. Der Abtei gehören heute 10 Mönche und zwei Regularoblaten an (Stand Jänner 2021).

## Schule
Das Stift war wie alle Klöster im Mittelalter ein Bildungszentrum. 1835 wurde im Stift ein Landgymnasium mit fünf Klassen eingerichtet; die Schule bestand bis 1932. Bekannte ehemalige Schüler sind der Priester und Pazifist Johannes Ude, der Journalist Hans Grasberger (er besuchte die Knabenschule von 1836 bis 1898) und der Astronom Rudolf Falb, der 1850–1854 als Schüler im Stift war.

## Sehenswürdigkeiten
- Romanischer Karner
- Gotische Stiftskirche

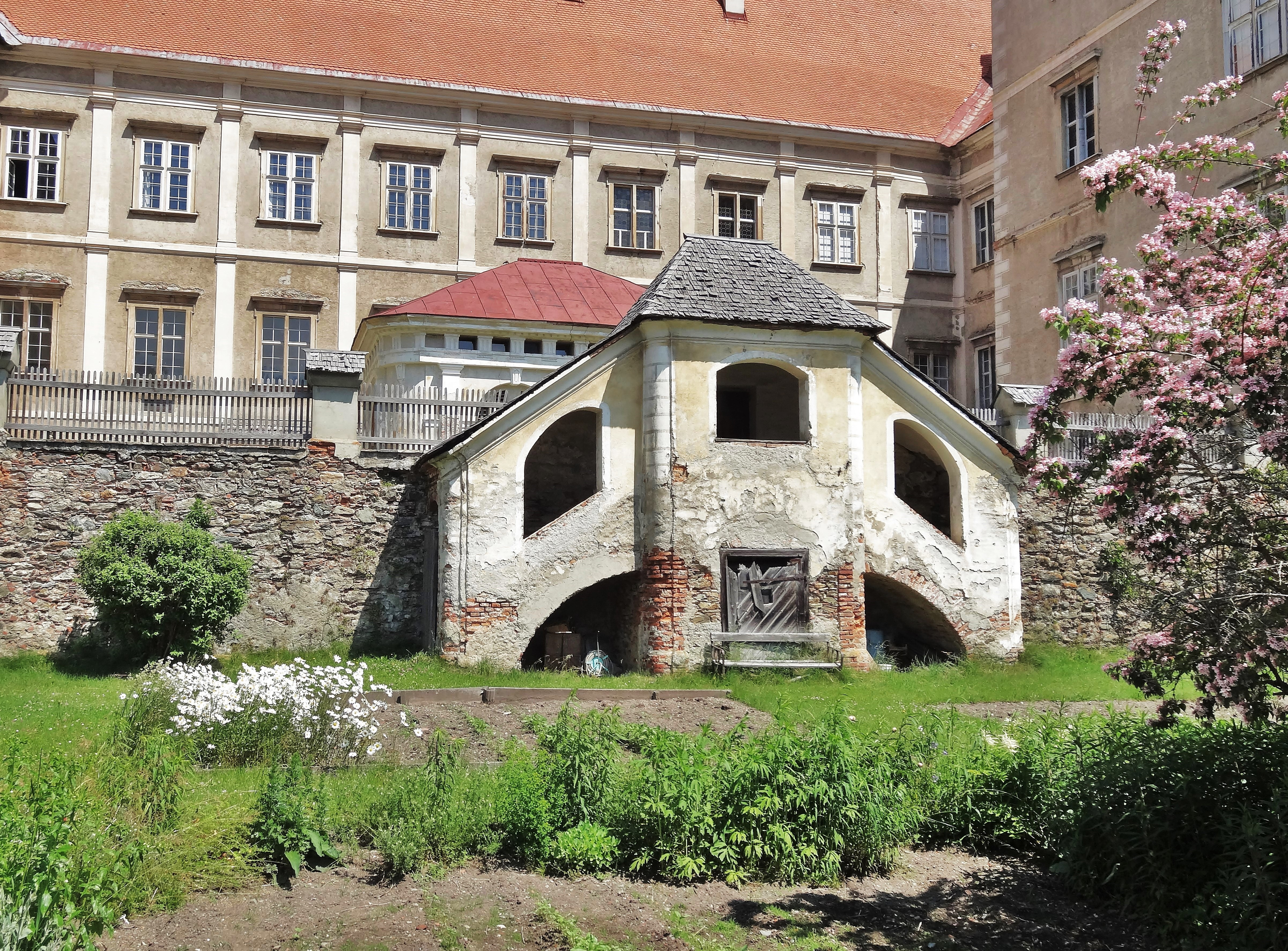
Blick in den alten Kräutergarten

- Peterskirche (gestiftet 1424), Renovierung und Neugestaltung 2017
- Frühbarockes Klostergebäude vom Stiftsbaumeister Domenico Sciassia
- Stiftsmuseum mit kunsthistorischer Sammlung (Schnitzplastik, Tafelmalerei, Gemälde des 13. bis 19. Jahrhunderts)
- Volkskundemuseum des Romuald Pramberger und Vogelmuseum des Blasius Hanf
- Stiftsbibliothek (nicht öffentlich zugänglich)
- Gartenanlage

### Stiftskirche
Die Stiftskirche ist die „Hauptkirche“ des Benediktinerklosters St. Lambrecht, sowohl Kloster- wie Pfarrkirche. Ursprünglich diente der jetzige Karner im Friedhof neben der Stiftskirche als Pfarrkirche, später dann die Peterskirche, die sich gegenüber, auf der Bastei des Stiftshofes befindet.
Die heutige Stiftskirche ist eine dreischiffige gotische Hallenkirche. Das Kreuzrippengewölbe ruht auf elf Pfeilerpaaren. Das Renaissanceportal hat der Stiftsbaumeister Domenico Sciassia entworfen. Im 17. Jahrhundert (Hochaltar, Westempore) und im 18. Jahrhundert (Kanzel) erfuhr die Stiftskirche eine Reihe von Barockisierungen. In die Nordseite der Stiftskirche ist eine Kapelle mit einer Nachbildung des Mariazeller Gnadenaltars gebaut.

### Karner
Der Karner ist ein schlichter, romanischer Rundbau mit schindelgedecktem Kegeldach. Er steht im Friedhof an der Nordseite der Stiftskirche und dient als Friedhofskapelle.

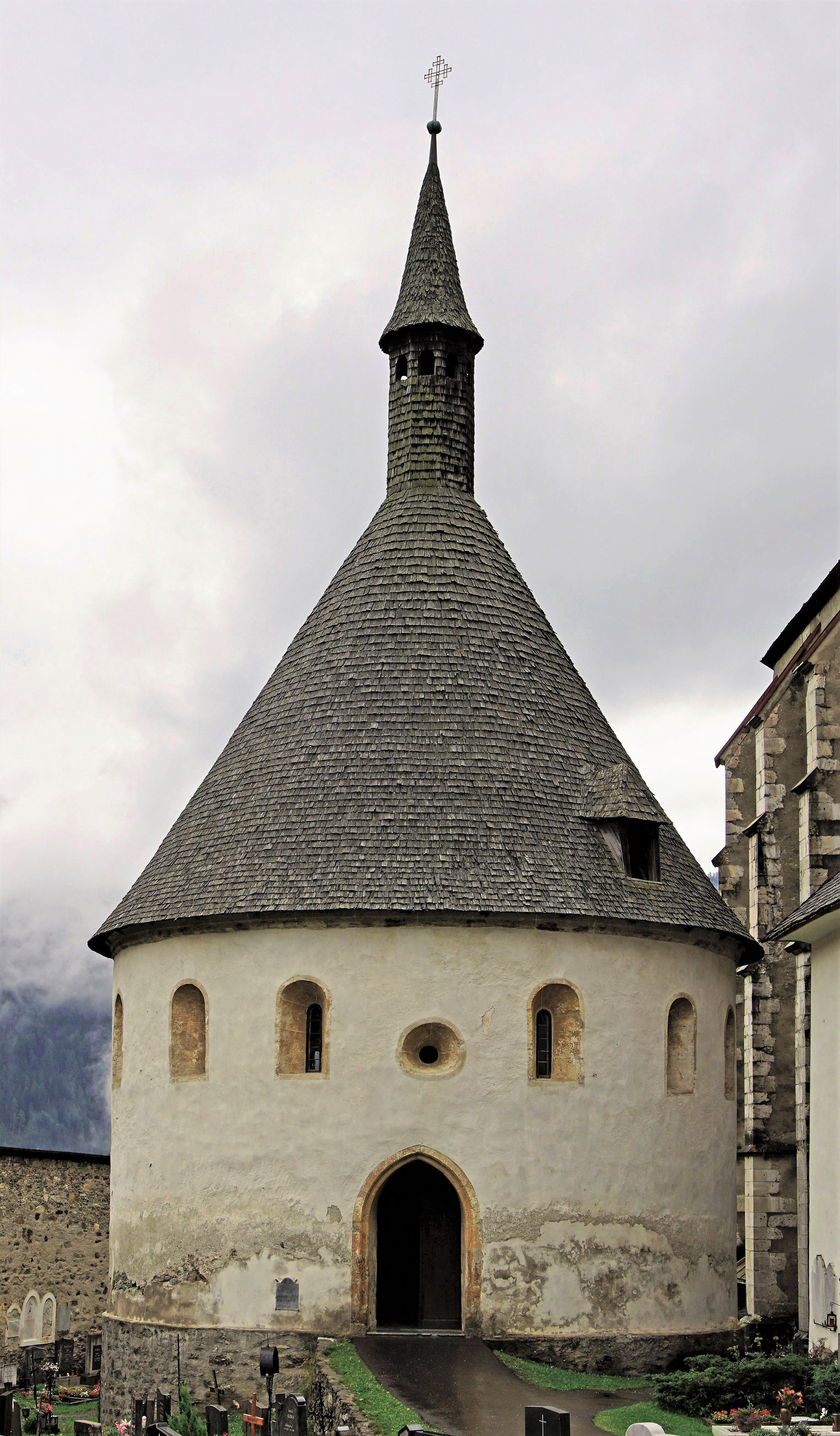
Der Karner
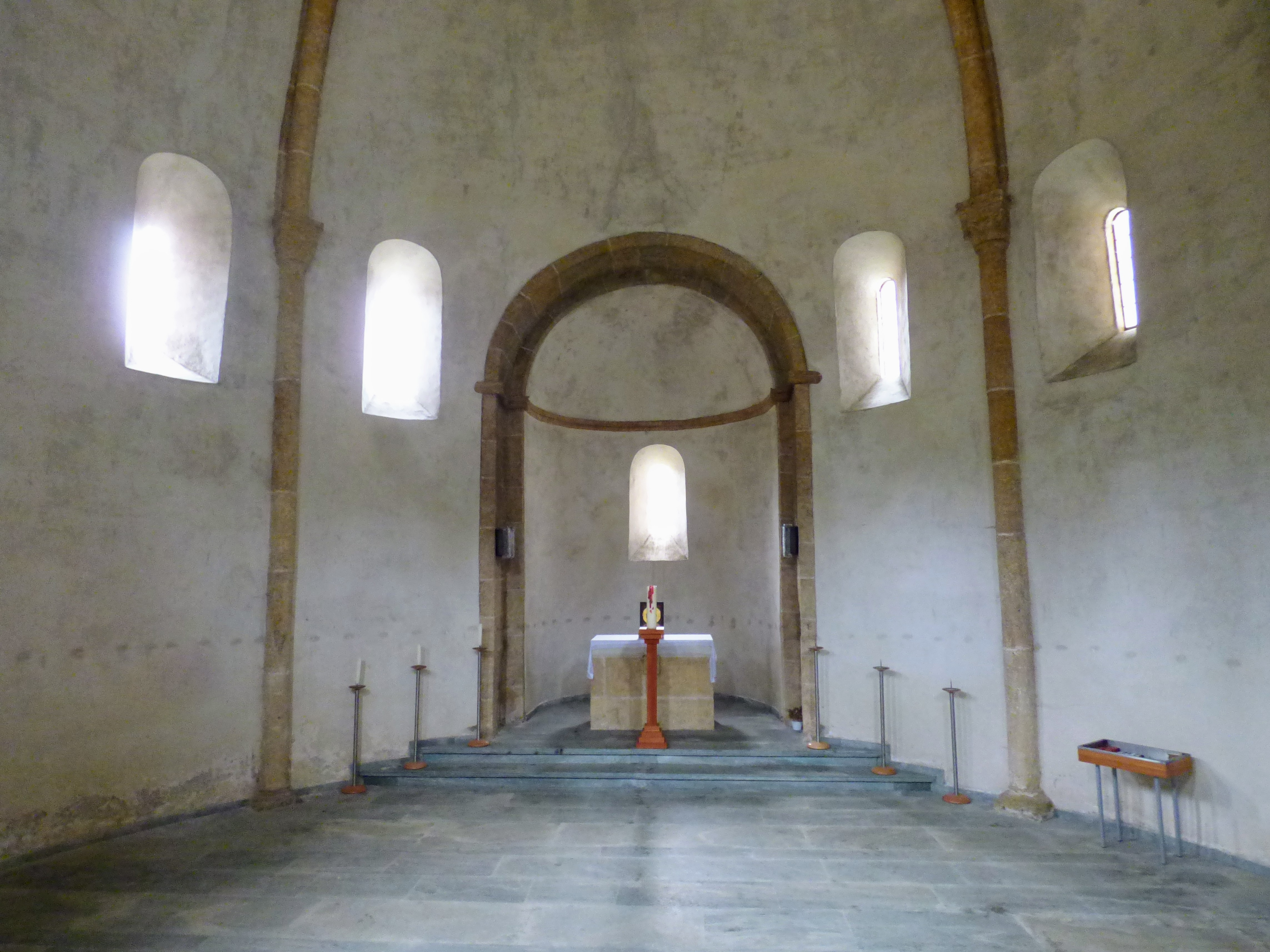
Innenansicht des Karners

### Peterskirche

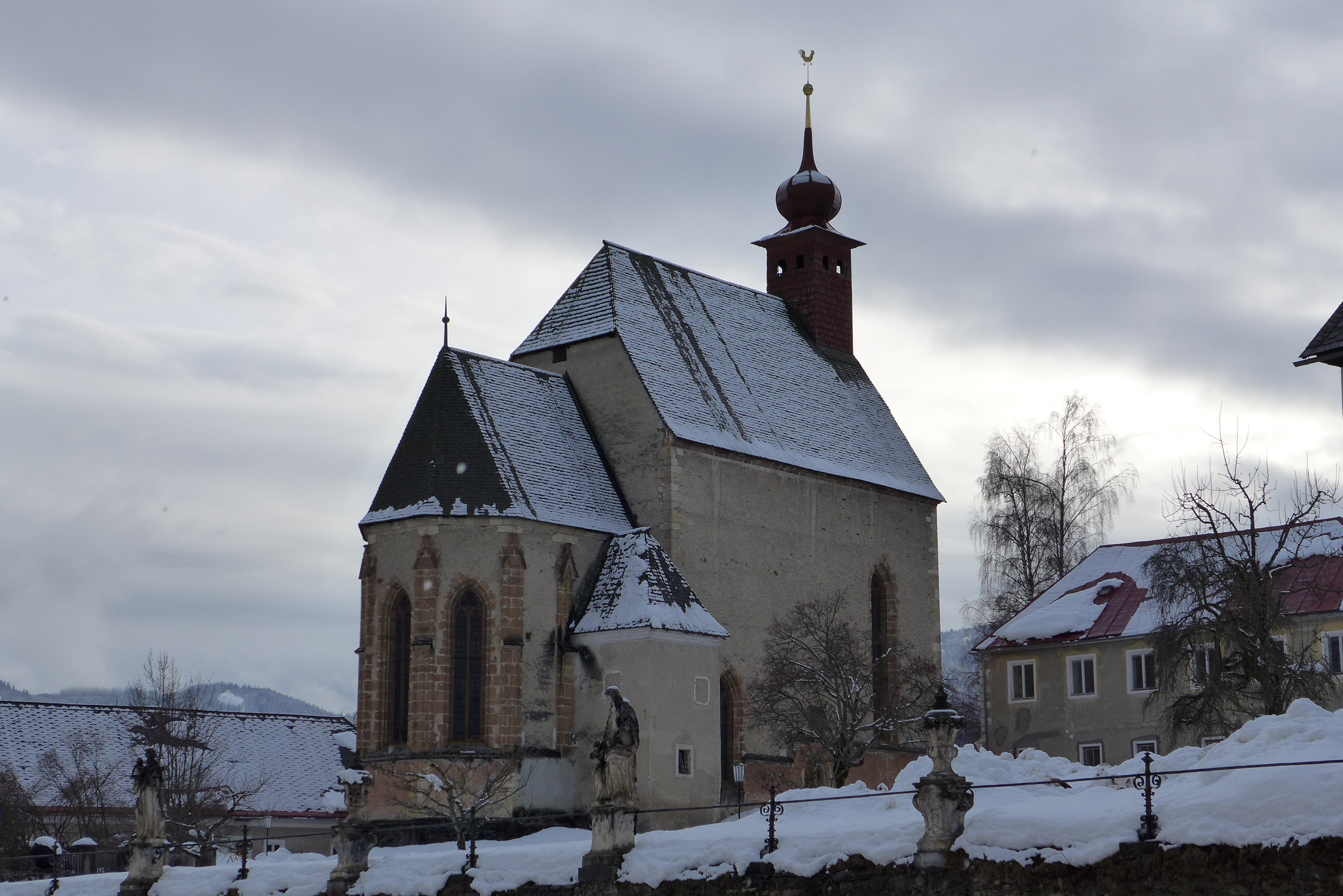
Stift St. Lambrecht – Peterskirche im Winter

In der 1424 erbauten gotischen Peterskirche befinden sich drei wertvolle Flügelaltäre. Der Hochaltar, mit einer geweihartigen Bekrönung, ist ein typisches Werk der Kärntner (Villacher) Werkstätten um 1515. Die geschnitzten Reliefs in Schrein, Predella und an den Flügeln zeigen das Abendmahl, die Kreuztragung und Passion. Die beiden Seitenaltäre enthalten wertvolle gotische Stücke, so eine „schöne Maria“ aus der Zeit um 1430 und die Tafeln des linken Seitenaltars, die eine Kreuzigung und heilige Gestalten (um 1435) zeigen und dem Meister der „St. Lambrechter Kreuzigungsaltäre“ zugeschrieben werden.

### Stiftsgebäude

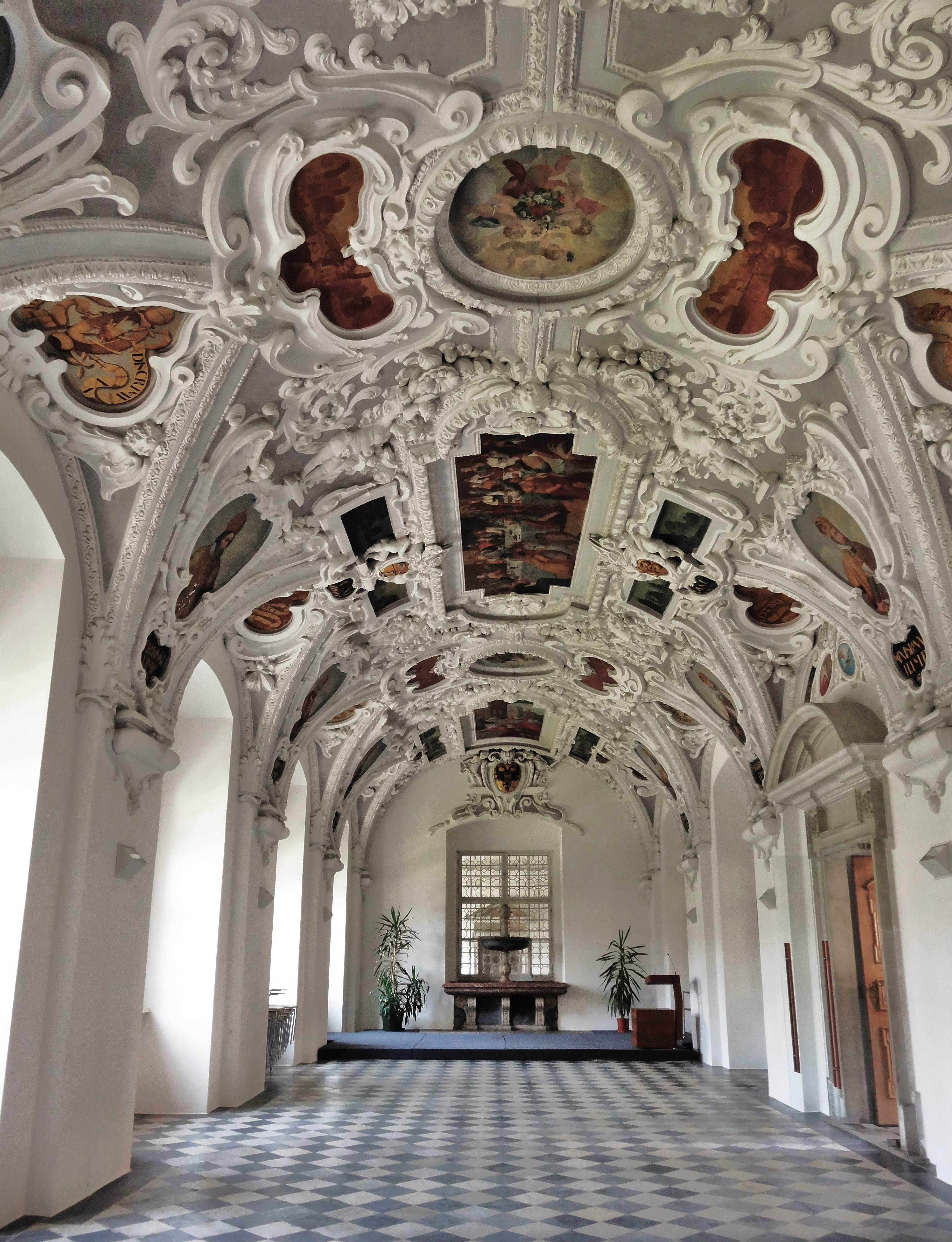
Der Kaisersaal

Im Obergeschoß des Westtraktes befindet sich der 1645 vollendete „Kaisersaal“ als Empfangssaal des Abtes für hochgestellte Persönlichkeiten. Die frühbarocken Stuckarbeiten stammen von Matthias Camin und Taddeo Galli, die Malereien von Melchior Mayr. Das zentrale Gemälde zeigt die Hochzeit zu Kana mit dem Wunder der Weinvermehrung durch Jesus.
Im ersten Stock des Osttraktes wurde in den ehemaligen „Fürstenzimmer“ genannten Gästezimmern das Stiftsmuseum, die „Kunsthistorische Sammlung“, eingerichtet. Hier werden insbesondere die Überreste der gotischen Ausstattung des Stiftes und seiner Kirchen gezeigt. Zu nennen sind ein im Kloster angefertigtes Tafelbild des Stammbaumes Jesu (um 1500), die Strahlenkranzmadonna vom Meister des Londoner Gnadenstuhls (um 1425) und eine sogenannte „Schöne Madonna“.
Den Abschluss dieser Räume bildet der „Prälatensaal“ von 1739 mit Porträts der Gründer und Stifter sowie der ehemaligen Äbte.

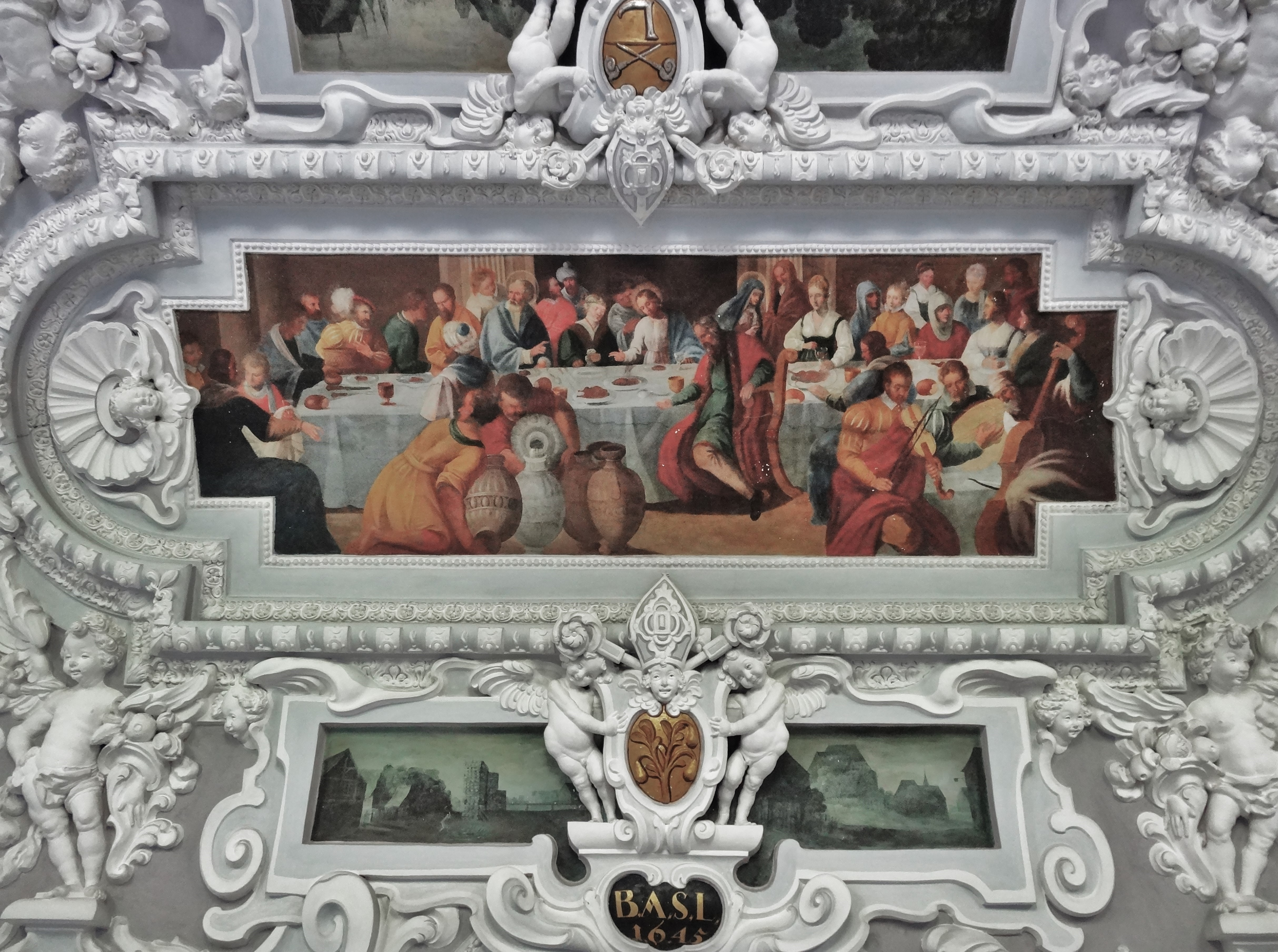
Ausschnitt der Decke des Kaisersaales, mit der Darstellung der Hochzeit zu Kana
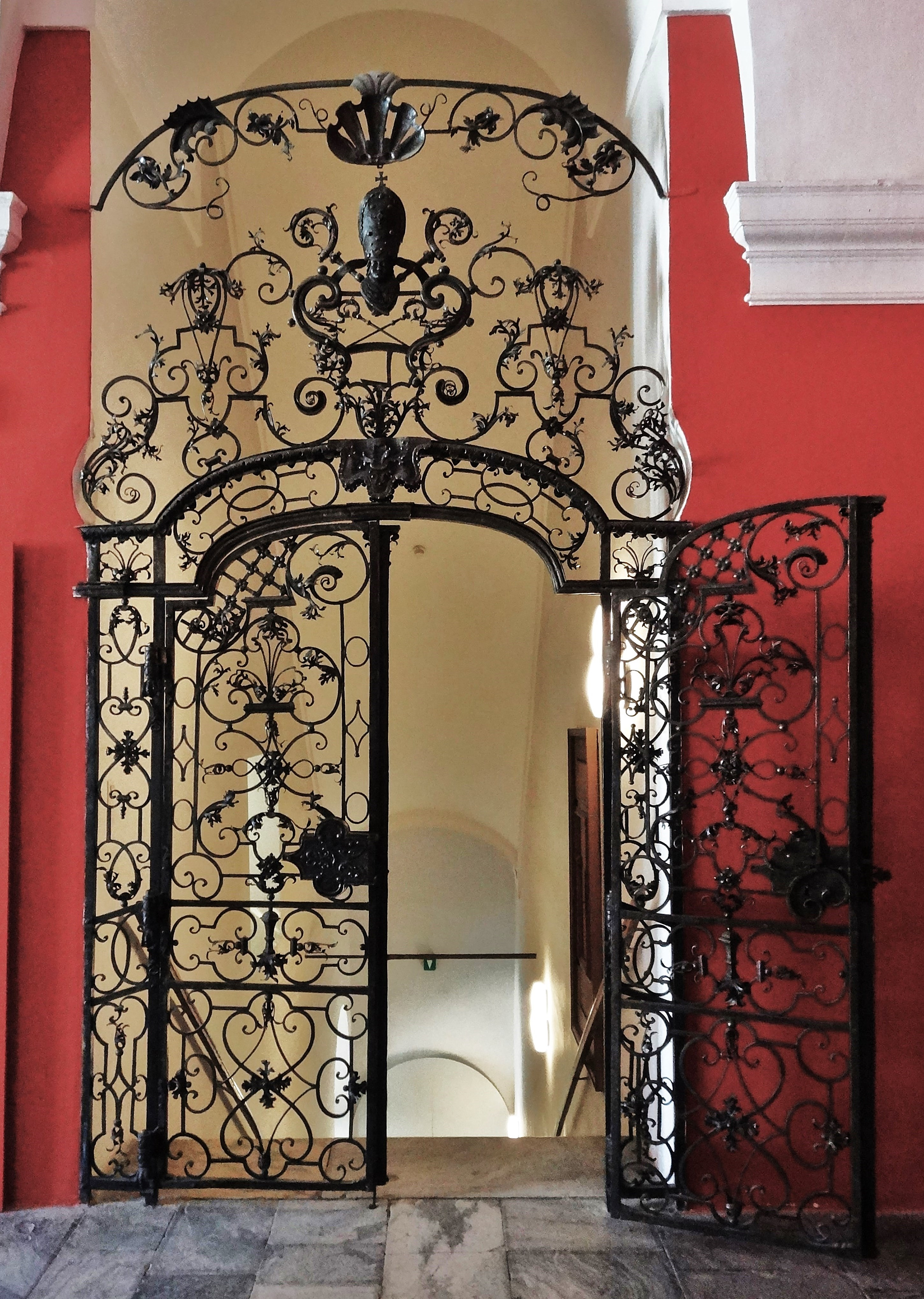
Schmiedeeiserne Tür am Stiegenaufgang zum Stiftsmuseum
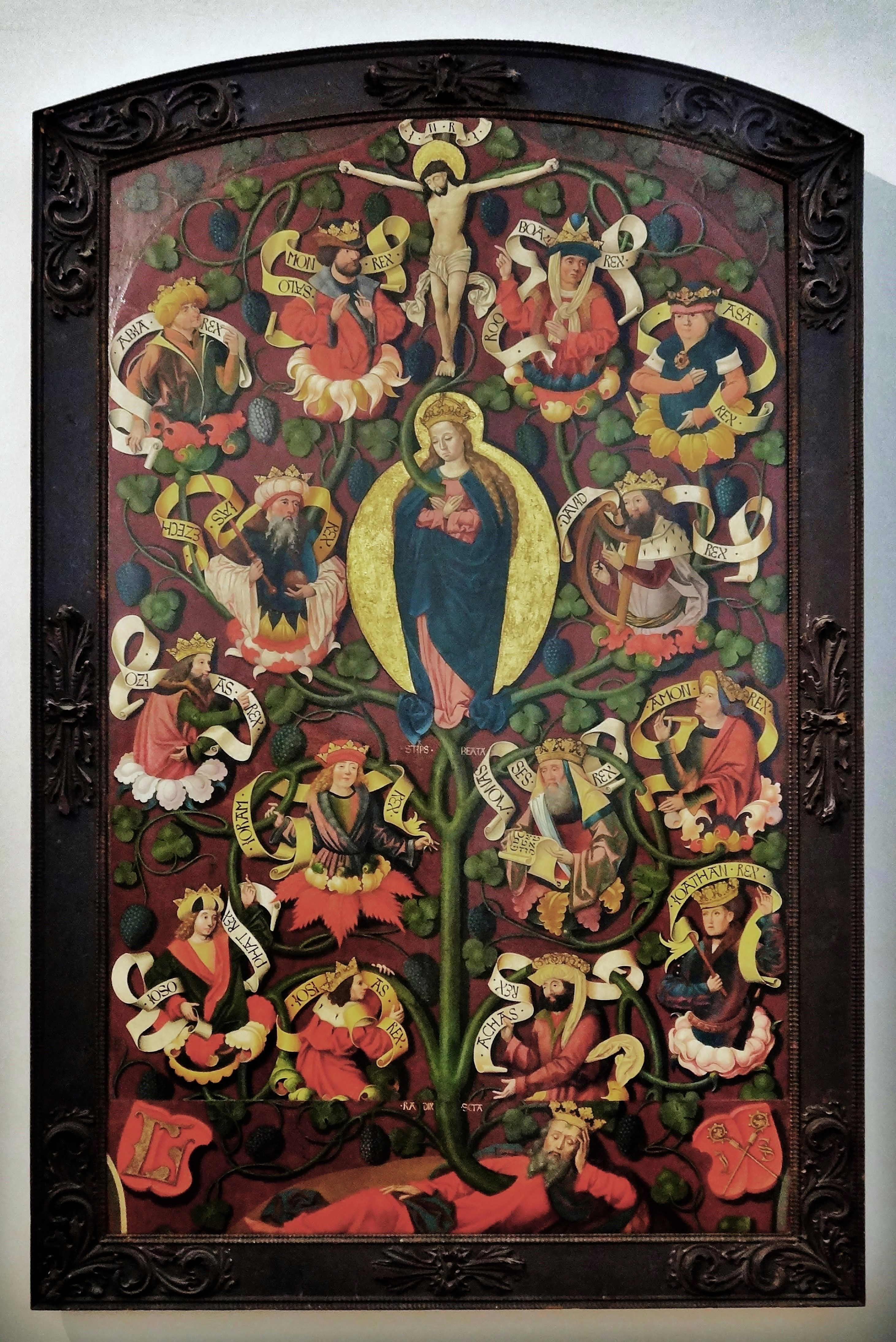
Stiftsmuseum, Darstellung des Stammbaumes Jesu
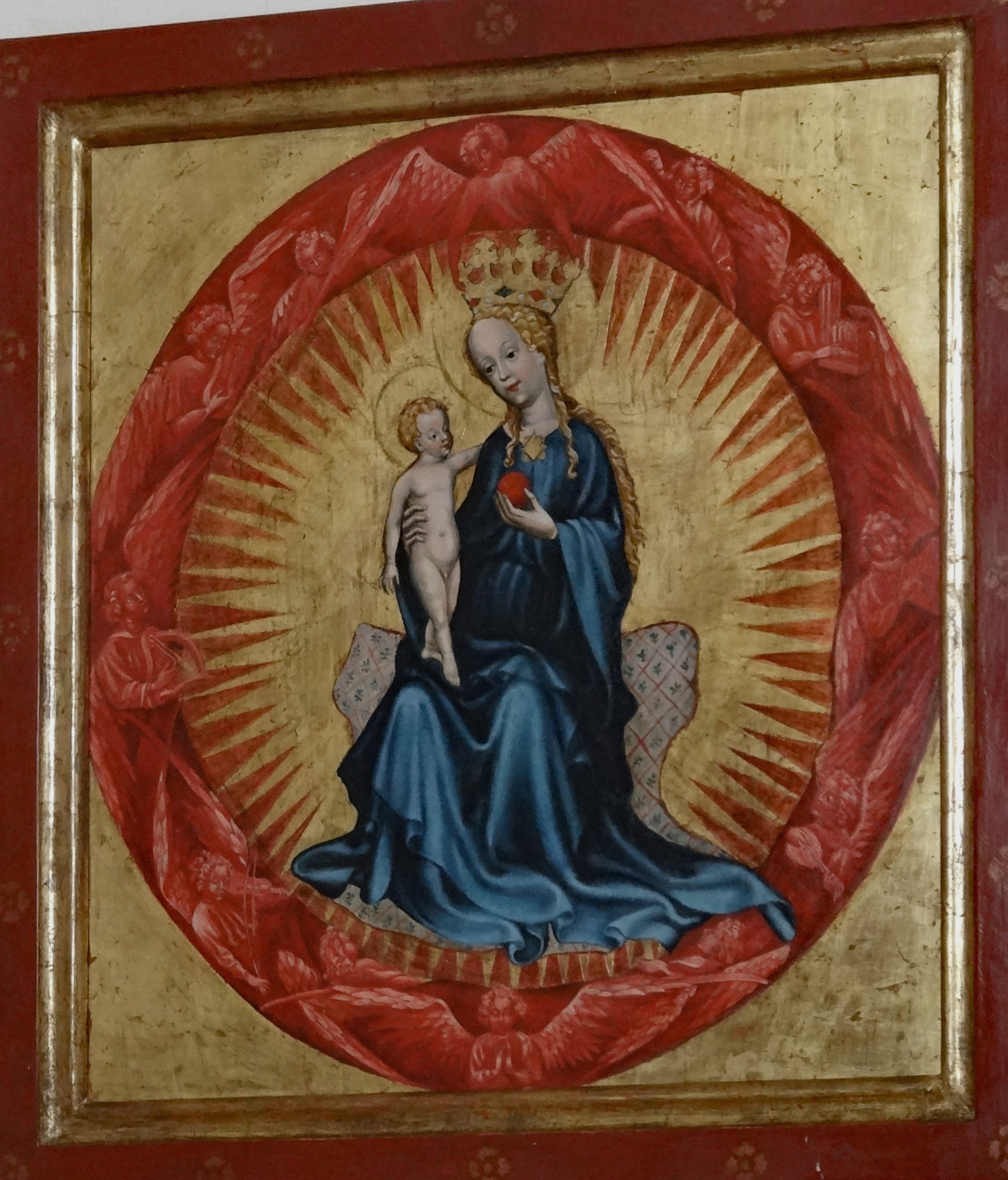
Tafelbild Strahlenkranzmadonna
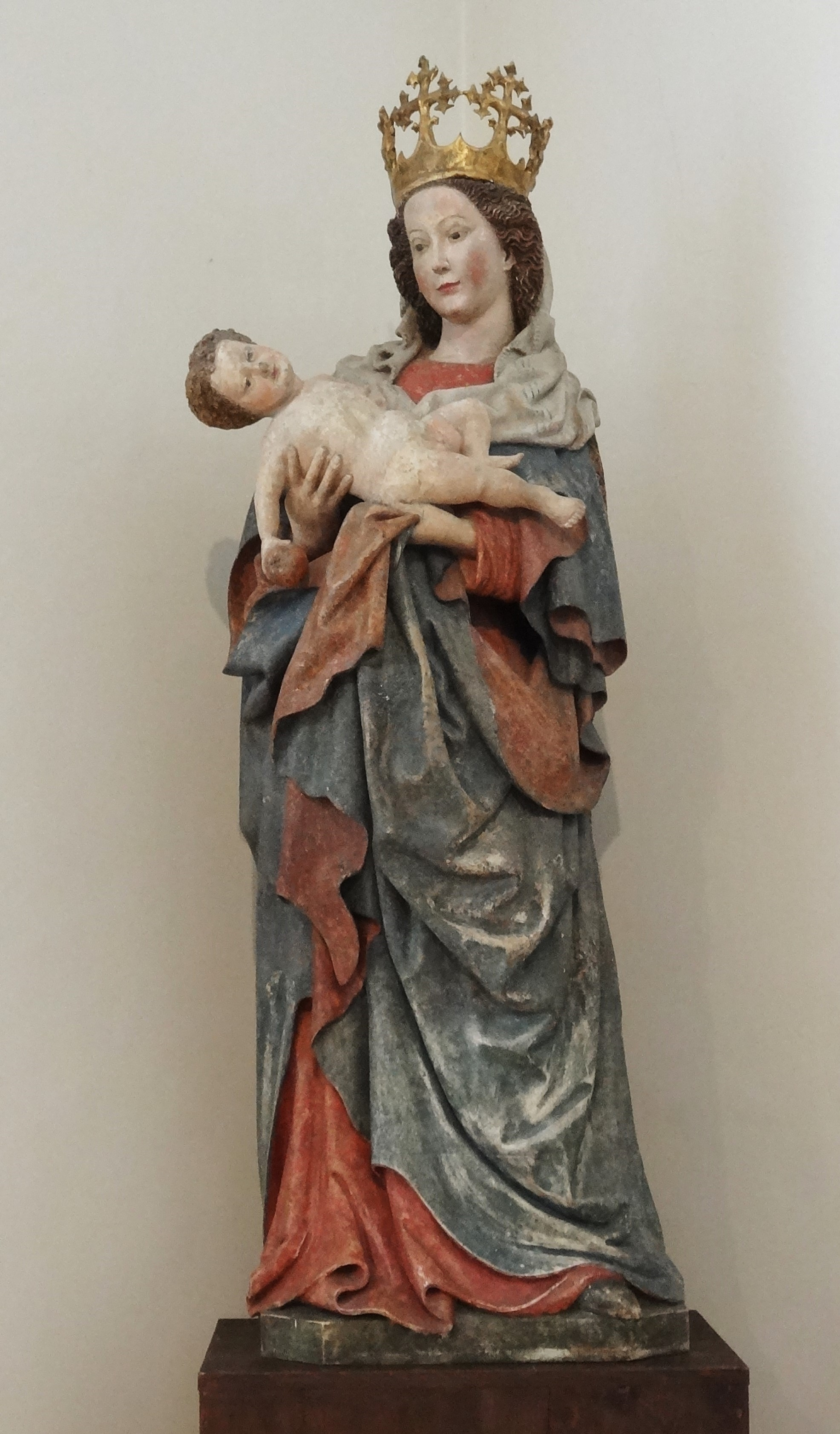
„Schöne Madonna“ im Stiftsmuseum
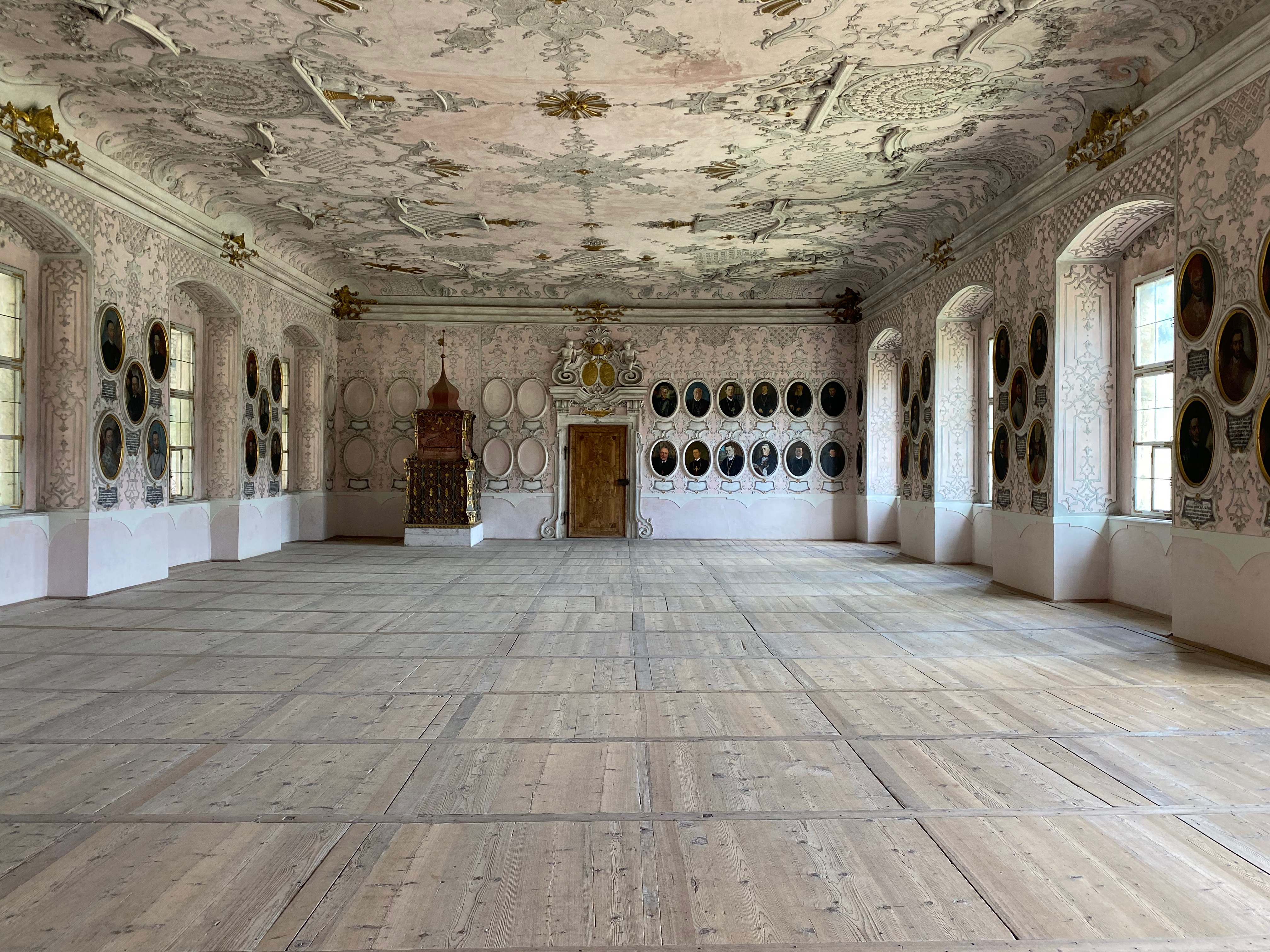
Der Prälatensaal

Im Volkskundemuseum werden Teile der von Romuald Pramberger (1877–1967) angelegten Sammlung aus den Bereichen: religiöse Volkskunst, heimisches Gewerbe und bäuerliches Leben, gezeigt.
Bekannt ist ein Teil der Vogelsammlung des Ornithologen Blasius Hanf (1808–1892), von dem etwa 500 Präparate ausgestellt sind. Sie zeigt die Vogelwelt in der Umgebung des Stiftes.

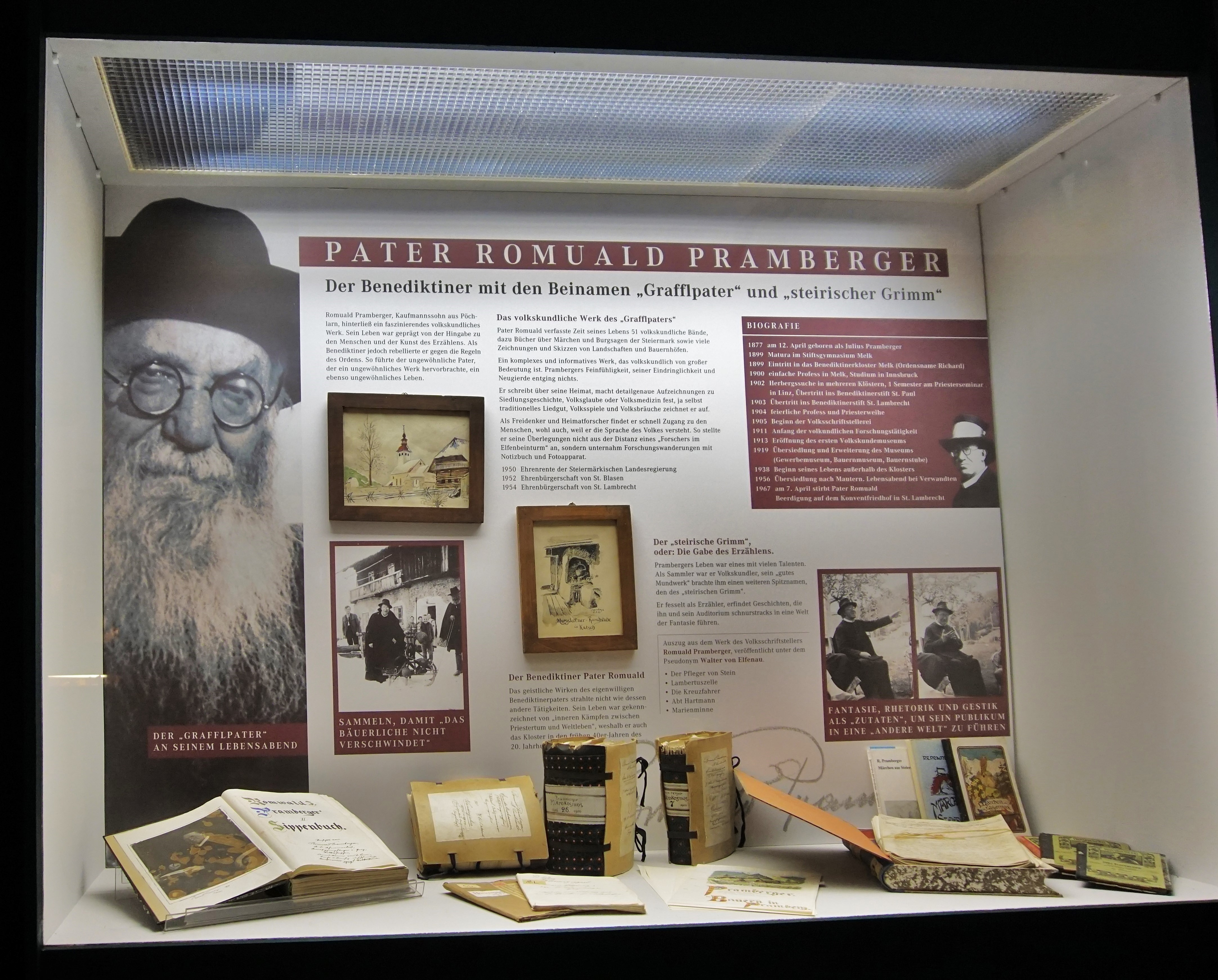
Darstellung des Lebens und Wirkens von Romuald Pramberger im Volkskundemuseum
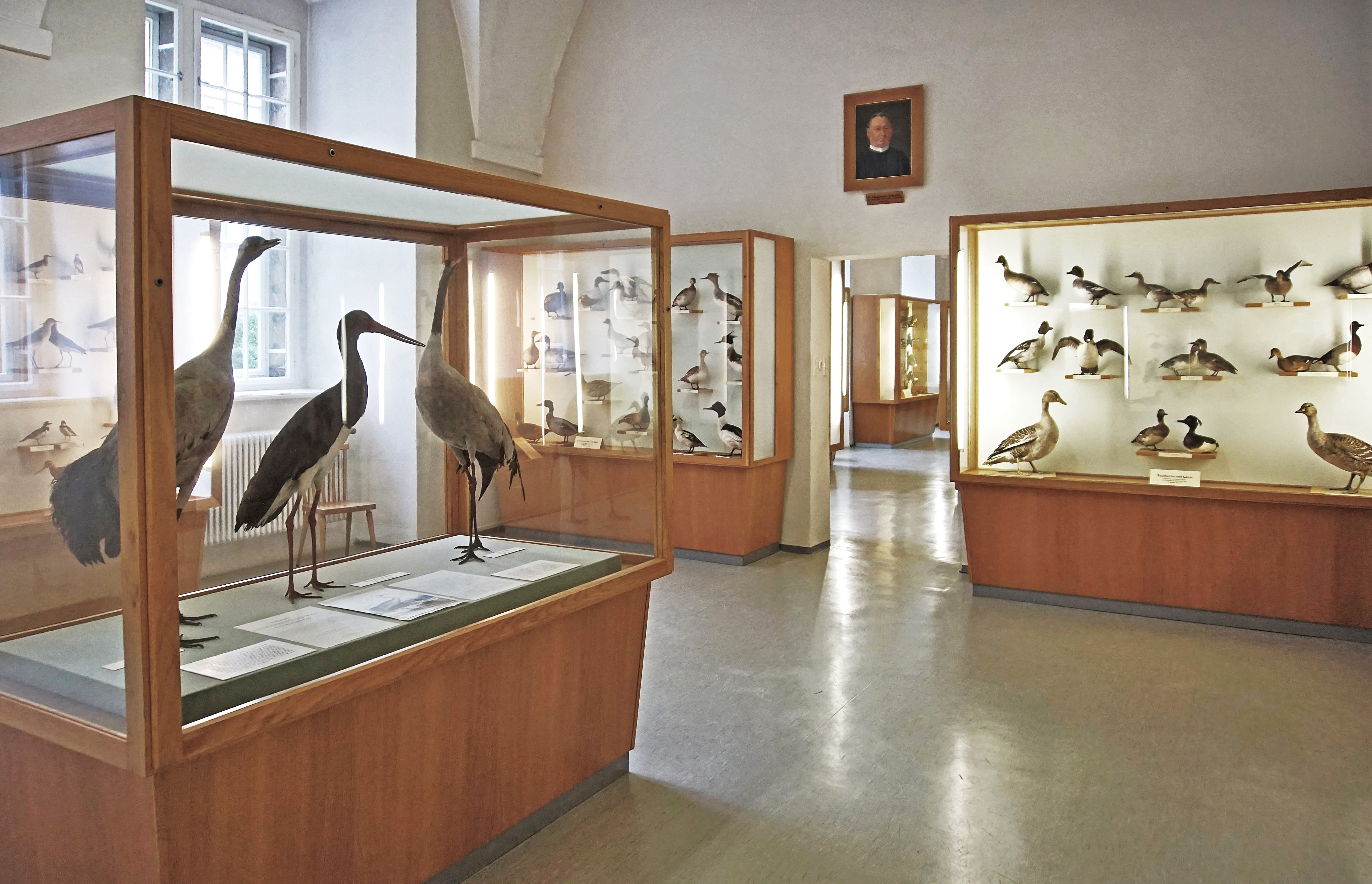
Hanf’sches Vogelkabinett

## Äbte
Gesicherte Regierungszeiten gibt es erst ab Abt Otto von Laa (1311–1329). Zu den Äbten davor existieren nur sporadische Nennungen (erste bzw. letzte Nennung angeführt). Die Äbte Rapoto, Magnus, Ernest und Nikolaus konnten chronologisch nicht eingeordnet werden.
- Hartmann, 1106 bis 1109 (genannt 1103)
- Jakob, genannt 1109
- Udalrich I., genannt 1124/1148
- Wolfram, genannt 1149
- Gotfried, genannt 1151
- Otker, genannt 1155/1159
- Wernher, genannt 1164/1178
- Peringer, genannt 1181(?)/1214
- Wolfker (1. Periode), genannt 1216/1218
- Waltfried, genannt 1221/1226
- Wolfker (2. Periode), genannt 1231/1232
- Permann, 1233–1259(?)
- Gotschalk, genannt 1260/1279
- Burchard, 1279–1288
- Friedrich, genannt 1288/1301
- Heinrich I., genannt 1306/1311
- Otto von Laa, 1311–1329
- Ortolf, 1329–1341
- Johann I., 1341–1359
- Petrus, 1359–1376
- David Krall, 1376–1387
- Rudolf Lichtenegger, 1387–1419
- Heinrich II. Moyker, 1419–1455
- Udalrich II. Ratmannsdorfer, 1455
- Johann II. Schachner, 1455–1478
- Johann III. Sachs, 1478–1518
- Valentin Pierer, Abtkoadjutor 1514–1518, Abt 1518–1541
- Thomas I. Berner, 1541–1549
- Sigmund Kogler, 1549–1562
- Johann IV. Trattner, 1562–1591
- Thomas II. Eder, 1591–1596
- Johann Hoffmann, Administrator 1596–1597
- Christoph Kirmeser, Kommendatarabt 1597–1598
- Martin Alopitius, 1599–1613
- Johann Heinrich Stattfeld, 1613–1638
- Benedikt Pierin, 1638–1662
- Franz von Kaltenhausen, 1662–1707
- Anton Stroz, 1707–1724[5]
- Kilian Werlein, 1725–1737
- Eugen Graf Inzaghi, 1737–1760
- Berthold Sternegger, 1760–1786
- Stift aufgehoben 1786–1802
- Joachim I. Röck, 1802–1810
- Ferdinand Herzog, 1811–1820
- Rupert Schmidmayer, Administrator 1820–1832
- Kilian Drocker, Administrator 1833–1835
- Joachim II. Suppan, 1835–1864
- Alexander Setznagel, 1865–1887
- Norbert Zechner, 1887–1888
- Othmar Murnik, 1888–1901
- Severin Kalcher, 1902–1922
- Wilhelm I. Zöhrer, 1922–1931
- Viktorin Weyer, Administrator 1931–1932
- Hermann Peichl, Administrator 1932–1936
- Viktorin Weyer, 1936–1939
- Wilhelm II. Blaindorfer, 1939–1977
- Maximilian Aichern, Abtkoadjutor 1964–1977, Abt 1977–1982
- Otto Strohmaier, 1982–2013
- Benedikt Plank, seit 2013–2025
- Alfred Eichmann, seit 2025

## Bedeutende Patres
- Blasius Hanf, Ornithologe
- Romuald Pramberger, Volkskundler
- Maximilian Aichern, emeritierter Abt und em. Diözesanbischof von Linz

## Stiftspfarren und Kirchen
- 1103 Pfarrkirche Mariahof
- 1157 Basilika von Mariazell
- 1252 Pfarrkirche Neumarkt in Steiermark

Inkorporierte Pfarren des Stiftes sind St. Lambrecht (mit den Filialen St. Blasen, Karchau und Maria Schönanger), Mariazell, Mariahof, Neumarkt, Zeutschach, Steirisch Laßnitz. 
Ehemalige inkorporierte Pfarren: Aflenz (Propstei), Kleinfeistritz, Linz, Zeltweg, St. Marein im Mürztal, Obdach (St. Wolfgang), Seewiesen, Turnau, Veitsch (Propstei), Weißkirchen, Scheiben im Murtal, Scheifling (St. Lorenzen), Köflach, Edelschrott, Graden, Hirscheck, St. Martin am Wölmesberge, Modriach, Pack, Piber (Propstei), Salla, Geißtal, Kainach, Stallhofen, Ligist, St. Michael in Voitsberg, St. Margareten (Voitsberg), Adriach, St. Georgen am Schwarzenbach, St. Wolfgang in Mönchegg, St. Anna am Lavantegg (Patronat).
Heute werden auch die Diözesanpfarren Perchau, Greith, Gusswerk, Mitterbach und Josefsberg vom Stift St. Lambrecht und dem Superiorat in Mariazell aus mitbetreut. Im Zuge der Strukturreform der Diözese Graz-Seckau hat das Stift mit 1. September 2020 die Leitung des Seelsorgeraumes St. Lambrecht in der Region Obersteiermark West übernommen. Dazu zählen derzeit insgesamt 11 Pfarren, sowie auch die Kärntner Pfarre Kärntnerisch Laßnitz, die in Zusammenarbeit mit einem Diözesanpriester betreut werden. Die Pfarren des Mariazellerlandes sind im Seelsorgeraum Mariazell zusammengefasst.